# Scherpenheuvel-Zichem
Scherpenheuvel-Zichem là một đô thị tọa lạc ở tỉnh Vlaams-Brabant,  Bỉ,  gồm các thị xã Averbode, Messelbroek, Okselaar, Scherpenheuvel, Testelt và Zichem). Tại thời điểm ngày 1 tháng 1 năm 2006,  Scherpenheuvel-Zichem có tổng dân số 22.064 người. Tổng diện tích là 50,50 km² với mật độ dân số là 437 người trên mỗi km².